# Alphonse Muraton
Pour les articles homonymes, voir Muraton.
 (avril 2013).
Si vous disposez d'ouvrages ou d'articles de référence ou si vous connaissez des sites web de qualité traitant du thème abordé ici, merci de compléter l'article en donnant les références utiles à sa vérifiabilité et en les liant à la section « Notes et références ».

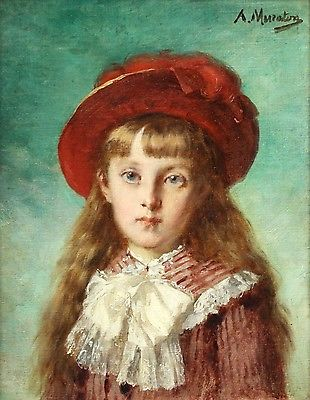
Portrait de fillette au chapeau rouge (coll. part.).

Alphonse Muraton, né à Tours le 16 avril 1824 et mort le 28 décembre 1911 à La Source de Macé à Saint-Denis-sur-Loire (Loir-et Cher), est un peintre français. 
Il est l'époux d'Euphémie Muraton et le père de Louis Muraton, tous deux peintres.

## Biographie
Alphonse Muraton est l'élève de Michel Martin Drolling et de Jacques Victor Jacquinet.
Portraitiste, et peintre d'histoire et de scènes de genre, il figure au Salon de Paris à partir de 1859 avec des portraits. Il obtient une médaille en 1868, pour Les Deux ermites, acheté sur la liste civile de Napoléon III et envoyé au Louvre. Le tableau est restitué à l'impératrice Eugénie en 1881 qui le vend. Il présente La Conversion au Salon de 1869 et L'Amour de Dieu à celui de 1872.

## Collections publiques

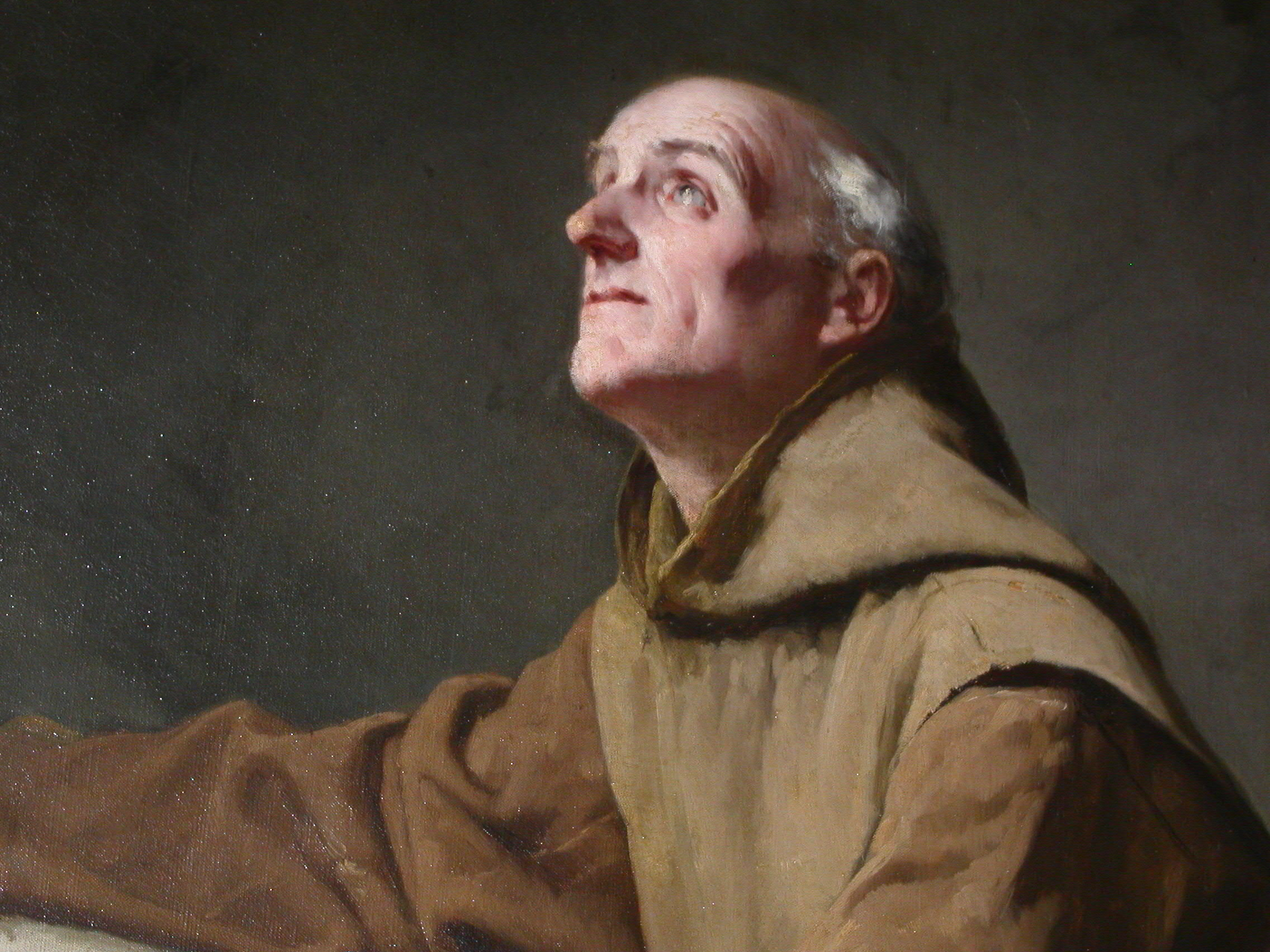
Moine en prière ou L'Amour de Dieu (détail. Collection Musée-Hôtel Morin)

- Moine en prière ou L'Amour de Dieu (détail. Collection Musée-Hôtel Morin) Musée d'Avignon, Portrait de Joseph-Balthasar Silvestre
- Chemillé-sur-Dême, église paroissiale Saint-Cyr, La Sainte Famille, dite La Grande Sainte Famille de François Ier
- Dole, musée des beaux-arts, Portrait du commandant Cour, 1885.
- Dole, musée des beaux-arts, Portrait de Madame Cour, née Joséphine Bondard, don de la fille du modèle, Madame Marie Michard en 1926.
- Moulins, musée, Moine en prière
- Reims, musée, Portrait d'Olivier Metra
- Saint-Brieuc, musée d'art et d'histoire des Côtes-d'Armor, L'Ange du sacrifice [4], HST, 104 × 188 (1872), exposé au salon des artistes français en 1872
- Tours, musée, Le Général Meusnier au fort de Koenigstein
- Tours, musée, Jeune homme repentant guidé par un ange (ou La Conversion), 1869
- Tours, musée, Moine fossoyeur
- Tours, préfecture, portrait de M. Duchemin et son pendant, portrait de Mme Duchemin[5], HST (dépôt du musée de Tours), vers 1850, don de l'arrière-petit-fils des modèles en 1963
- Amboise, Musée Hôtel Morin, Moine en prière ou L'Amour de Dieu, 1871